# Roodt (Ell)
Roodt (Luxemburgs: Rued) is een klein dorp in de gemeente Ell, in het westen van Luxemburg. In 2005 telde het dorp 150 inwoners.

## Geboren
- Prosper Friob (1902-1995), beeldend kunstenaar